# 克雷格·克拉斯
克雷格·克拉斯（英語：Craig Klass，1965年6月20日—），美国男子水球运动员。他曾代表美国国家队参加1988年和1992年夏季奥林匹克运动会水球比赛，其中1988年奥运会获得一枚银牌。